# Дзвінкове (пункт контролю)
48°18′40″ пн. ш. 22°21′45″ сх. д. / 48.31111° пн. ш. 22.36250° сх. д.
Дзвінкове́ — пункт пропуску через державний кордон України на кордоні з Угорщиною.
Розташований у Закарпатській області, Берегівський район, поблизу села Горонглаб на автошляху Т 0714. З угорського боку знаходиться пункт пропуску «Лонья», медьє Саболч-Сатмар-Береґ, на автошляху місцевого значення у напрямку Ньїредьгаза.
Вид пункту пропуску — автомобільний (крім автобусів). Статус пункту пропуску — міжнародний (з 08.00 до 19.00 за київським часом).
Характер перевезень — пасажирський.
Окрім радіологічного, митного та прикордонного контролю, пункт пропуску «Дзвінкове» може здійснювати лише фітосанітарний, ветеринарний та екологічний контроль.
Пункт пропуску «Дзвінкове» входить до складу митного посту «Виноградів» Чопської митниці. Код пункту пропуску — 30507 14 00 (11).